# Österreichische Bibliographie
Die österreichische Bibliographie ist die Nationalbibliographie Österreichs. Es handelt sich dabei um ein von der Österreichischen Nationalbibliothek erstelltes, laufend erscheinendes Verzeichnis sämtlicher Publikationen, die entweder in Österreich erscheinen oder Österreich zum Thema haben (Austriaca).
Sie erschien bis 2003 in gedruckter Form, seither ist sie nur noch kostenlos im Internet abrufbar. Zunächst wurde sie dabei auf der Homepage der Österreichischen Nationalbibliothek als Datenbank angeboten, seit 2013 nur mehr in der Form von PDF-Dateien.
Mit der Erstellung der Bibliographie erfüllt die Nationalbibliothek einen gesetzlichen Auftrag. Die Bibliographie erfasst die der Nationalbibliothek zustehende Pflichtexemplare. Darunter befinden sich vor allem Monografien und Periodika, aber auch Karten und Musikdrucke ungeachtet ihrer Erscheinungsform (also Druckausgaben ebenso wie elektronische Ausgaben und multimediale Werke). Tonträger und Bildtonträger unterliegen nicht dem Mediengesetz. Bei Periodika wird nur das erstmalige Erscheinen, eine gravierende Titeländerung oder die Einstellung des Erscheinens angezeigt.